# Rabbit (mascotte)
Rabbit is de mascotte van het Europees kampioenschap voetbal 1992, dat werd gehouden in Zweden.
Het was de tweede keer dat een konijn als beeldmerk diende voor een Europees kampioenschap. Vier jaar eerder was Berni de mascotte voor het Europees kampioenschap 1988 in Duitsland. Rabbit heeft een bruine vacht en draagt het tenue van het Zweeds voetbalelftal in de kleuren van de Zweedse vlag. Om zijn hoofd en polsen heeft hij, net als Berni, zweetbanden. Hij wordt veelal voetballend afgebeeld. Zijn Engelstalige naam betekent in het Nederlands konijn.
1980: Pinocchio ·
1984: Peno ·
1988: Berni ·
1992: Rabbit ·
1996: Goliath ·
2000: Benelucky ·
2004: Kinas ·
2008: Trix en Flix ·
2012: Slavek en Slavko ·
2016: Super Victor ·
2020: Skillzy ·
2024: Albärt